# Rosište
Rosište je temperatura do koje se vlažan zrak mora hladiti (100% relativne vlage zraka), kod konstantnog tlaka, da počne kondenzacija vode. Ta se temperature može postići tako da se, uz nepromijenjenu količinu vodene pare, zrak ohlađuje do zasićenja. Tada stvarni tlak vodene pare postane jednak ravnotežnom tlaku. Pri temperaturi rosišta ili nižoj temperaturi, kondenzacijom se stvaraju kapljice vode, na bilju se pojavljuje rosa ili mraz, ovisno o tome je li temperature rosišta viša ili niža od 0 °C. 
Temperatura rosišta je povezana s vlažnosti zraka. Visoka relativna vlažnost pokazuje da je temperatura rosišta vrlo blizu. Relativna vlažnost od 100% pokazuje da je temperatura rosišta jednaka stvarnoj temperaturi i da je zrak maksimalno zasićen vodenom parom.
Temperatura rosišta je važna za zrakoplovstvo, jer pilot može izračunati kada će se na rasplinjaču pojaviti led ili magla, i može približno izračunati visinu oblaka.

## Veza s ugodnošću za ljude
Kada je temperatura zraka visoka, tijelo zbog toplinske samoregulacije, koristi znojenje da bi se ohladilo. Što je tijelu toplije, to će i znojenje biti jače, da bi se održala normalna tjelesna temperatura. Iznos znojenja ovisi i o relativnoj vlažnosti zraka. Ako je zrak zasićen vlagom, znoj neće hlapiti, što može dovesti do toplinskog udara. Ako znoj ne može hlapiti zbog zasićenog zraka, čovjek se osjeća neugodno. Ako se zrak brzo uklanja s kože, onda će i hlapljenje znoja biti brže, zbog povjetarca ili ventilatora, pa će se i čovjek osjećati ugodnije. Mokri termometar isto koristi hlađenje hlapljenjem i zato se ponekad koristi za određivanje stupnja ugodnosti.
Neugoda se isto javlja kod vrlo niskih temperatura, ispod –30 °C, kada suhi zrak može uzrokovati pucanje i nadraženost kože. OSHA (engl. Occupational Safety and Health Administration) preporučuje ugodnost između 20 do 24,5 °C, s relativnom vlažnošću zraka od 20 do 60%.
Ljudi naviknuti na kontinentalnu klimu često se osjećaju neugodno kada temperatura rosišta dostigne 15 do 20 °C.
| Temperatura rosišta °C | Ljudski osjećaj ugodnosti                                    | Rel. vlažnost kod 32 °C (90 °F) |
| ---------------------- | ------------------------------------------------------------ | ------------------------------- |
| >26 °C                 | Izuzetno neugodno. Vrlo opasno za bolesnike koji imaju astmu | 65% i više                      |
| 24 – 26 °C             | Jako neugodno, vrlo odbojno                                  | 62%                             |
| 21 – 24 °C             | Dosta vlažno, sasvim odbojno                                 | 52% – 60%                       |
| 18 – 21 °C             | Malo neugodno, za većinu ljudi granica neugode               | 44% – 52%                       |
| 16 – 18 °C             | U redu za većinu, osjećaj vlažnosti na granici               | 37% – 46%                       |
| 13 – 16 °C             | Ugodno                                                       | 38% – 41%                       |
| 10 – 12 °C             | Jako ugodno                                                  | 31% – 37%                       |
| <10 °C                 | Za neke malo suho                                            | 30%                             |

## Mjerenja
Postoje uređaji za mjerenje temperature rosišta u širokom rasponu. Najčešće se sastoje od poliranog metalnog ogledala, po kojemu zrak struji i hladi ga. Kada se pojave kapi vode, očita se temperatura rosišta. 

### Proračun temperature rosišta
Vrlo dobar približni proračun se može izvesti za temperaturu rosišta Tr, ako je poznata relativna vlažnost zraka RH i stvarna temperatura zraka T, a iznosi:
{\displaystyle T_{r}={\frac {b\ \gamma (T,RH)}{a-\gamma (T,RH)}}}
gdje je:
{\displaystyle \gamma (T,RH)={\frac {a\ T}{b+T}}+\ln(RH/100)}
temperatura treba biti izražena u °C, a ln se odnosi na prirodni logaritam. Konstante iznose:
a = 17.271
b = 237.7 °C
Izraz se zasniva na August–Roche–Magnus približenju, za zasićenu vodenu paru zraka, kao funkciju temperature. Vrijedi za područje:
0 °C < T < 60 °C
1% < RH < 100%
0 °C < Tr < 50 °C

### Jednostavna približna vrijednost
Može se isto izračunati jednostavna približna vrijednost za temperaturu rosišta, ako se zna temperatura suhog termometra T i relativna vlažnost zraka RH. Točnost ovog izraza je ±1 °C, ako je relativna vlažnost iznad 50%. Vrijedi:
{\displaystyle T_{r}=T-{\frac {100-RH}{5}}}
ili
{\displaystyle RH=100-5(T-T_{d}).\,}
Iz ovog izraza se može izvesti pravilo: za svaki 1 ºC razlike između temperature rosišta i temperature suhog termometra, relativna vlažnost se smanjuje za 5%. 

### Točnija vrijednost temperature rosišta
Proračun prema NOAA (engl. National Oceanic and Atmospheric Administration):
{\displaystyle {\begin{aligned}e_{\text{s}}&=6,112\exp \left({17,67T \over T+243,5}\right)\\[8pt]e_{\text{w}}&=6,112\exp \left({17,67T_{\text{w}} \over T_{\text{w}}+243,5}\right)\\[8pt]e&=e_{\text{w}}-p_{\text{sta}}\left(T-T_{\text{w}}\right)0,00066\left[1+(0,00115T_{\text{w}})\right]\\[8pt]RH&=100{e \over e_{\text{s}}}\\[8pt]T_{\text{r}}&={243,5\ln(e/6,112) \over 17,67-\ln(e/6,112)}\end{aligned}}}
gdje je:
RH relativna vlažnost, a  {\displaystyle T_{\text{r}}} je temperature rosišta, u °C
{\displaystyle T} i {\displaystyle T_{\text{w}}} su temperature suhog i mokrog termometra, u °C
{\displaystyle e_{\text{s}}} tlak zasićene vodene pare, u milibarima, kod temperature suhog termometra
{\displaystyle e_{\text{w}}} tlak zasićene vodene pare, u milibarima, kod temperature mokrog termometra
{\displaystyle e} stvarni tlak vodene pare, u milibarima
{\displaystyle p_{\text{sta}}} atmosferski tlak na mjestu gdje se mjeri vlažan zrak, u milibarima (isto su hPa)..
Za još veću točnost koristi se Arden–Buckova jednadžba za pronalaženje tlakova vodene pare.